# Phú Thuận (phường)
Phú Thuận là một phường thuộc Thành phố Hồ Chí Minh, Việt Nam.

## Địa lý
Phường Phú Thuận nằm ở phía đông Quận 7, có vị trí địa lý:
- Phía đông giáp thành phố Thủ Đức (qua sông Sài Gòn) và tỉnh Đồng Nai (qua sông Nhà Bè)
- Phía tây giáp phường Tân Phú
- Phía nam giáp phường Phú Mỹ
- Phía bắc giáp phường Tân Thuận Đông.

Phường có diện tích 8,48 km², dân số năm 2021 là 40.729 người,  mật độ dân số đạt 4.802 người/km².

## Lịch sử
Phường Phú Thuận được thành lập vào ngày 6 tháng 1 năm 1997 trên cơ sở 786 ha diện tích tự nhiên và 6.699 người của xã Phú Mỹ; 43 ha diện tích tự nhiên và 129 người của thị trấn Nhà Bè.
Sau khi thành lập, phường có 829 ha diện tích tự nhiên và 6.828 người